# Pseudobulweria
Pseudobulweria je rod morskih ptica iz porodice zovoja. Ima četiri živuće vrste, a Svetohelenski zovoj je izumro na početku 16. stoljeća i o njoemu se podaci znaju samo iz fosila. Trima vrstama prijeti izumiranje, a jedan od razloga su grabežljivci kao što su mačke i štakori. Fidžijski zovoj i solomonski zovoj su jedne od najrjeđih i najmanje proučenih ptica na svijetu. Vrste su duge 29-36 cm.

## Vanjske poveznice
|  | Zajednički poslužitelj ima još gradiva o temi Pseudobulweria |
|  | Wikivrste imaju podatke o taksonu Pseudobulweria             |